# 眞島真太郎
眞島 真太郎（まじま しんたろう、1965年 - ）は、日本のゲームクリエイター。
アルテピアッツァ代表取締役社長。デジタルエンタテインメントアカデミー他、特別講師。東京都出身。

## 略歴
幼少から絵を描くのが好きで、埼玉県立川越高等学校卒業後は東京デザイナー学院にて商業デザインを専攻。
1985年パソコンゲームソフトのパッケージイラストやメカデザインを依頼されたことをきっかけにCGデザイナーとしてデビュー。
「ドラゴンクエストシリーズ」（以下参照）のグラフィックデザインを担当。また、同シリーズのタイトルロゴデザインや、公式ガイドブック内で使われているイラストなどにも携わっている。
また、『ドラゴンクエストV 天空の花嫁』（PS2）以降は下記の全ての作品において企画・開発も手がけている。
1989年にアルテピアッツァを設立する。
1991年 『ジーザスII』で、アスキー ログインベストヒット ソフトウェア大賞「グラフィック賞」受賞。
2000年 『ドラゴンクエストVII エデンの戦士たち』で、文化庁メディア芸術祭大賞（デジタルアート・インタラクティブ部門）受賞。

## 主な代表作
- ファランクス：MSX（パッケージイラスト）
- セイバー：MSX（パッケージイラスト）
- ブレインブレイカー：X1（パッケージイラスト）
- ポートピア連続殺人事件：FC（パッケージイラスト）
- 地球戦士ライーザ：PC （グラフィックデザイン、パッケージイラスト）
- 銀河の三人：FC（グラフィックデザイン）
- ガンダーラ 仏陀の聖戦：（パッケージイラスト）
- ジーザス：PC（CGグラフィック、パッケージイラスト）
- ジーザスII：PC（CGグラフィック、パッケージイラスト）
- ワールドゴルフⅢ：PC（グラフィックデザイナー）
- ソウルブレイダー（グラフィックデザイナー）
- メルクリウスプリティ（テクニカルアドバイザー）
- 卒業：PC：CG作画監督
- 卒業番外篇 ねぇ麻雀しよ!（CG監修）
- 卒業II 〜Neo Generation〜（CG監修）
- スーパーファミコン ドラゴンクエストIII そして伝説へ…：SFC（アートディレクション、CGデザイン）
- ドラゴンクエストI・II（CGデザイン）
- ドラゴンクエストV 天空の花嫁：SFC（グラフィックデザイン）・PS2（アートディレクター）・DS（アートディレクター）
- ドラゴンクエストVI 幻の大地：SFC（グラフィックデザイン）・DS（デベロップメントプロデューサー、アートディレクター、「スライムカーリング」デザイナー）
- ドラゴンクエストVII エデンの戦士たち：PS（アートディレクション・グラフィックデザイン）・3DS（デベロップメントプロデューサー、アートディレクター、メニューCGデザイナー、バックグラウンドCGデザイナー）
- ドラゴンクエストIV 導かれし者たち：PS（アートディレクション、グラフィックデザイン）・DS（アートディレクター、メニューCGデザイナー）
- イノセントライフ -新牧場物語-：PSP（アートディレクター[1]、キャラクター・ワールドデザイナー）
- オプーナ：Wii（デベロップメントプロデューサー[2]、キャラクター、ワールドデザイナー）
- 力紙 ～RIKISHI～：原案、キャラクターデザイン
- 空賊エアレーザー：カードイラスト
- ピンボールアタック：エネミーデザイン
- アクセルナイツ2 フルスロットル：キャラクターデザイン
- ロマンシング サ・ガ2：リマスター版（アートディレクター）
- ドラゴンクエストビルダーズ アレフガルドを復活せよ：（アートディレクター・ CGイラストレーター）
- ドラゴンクエスト ライバルズ：（アートディレクター・ カードデザイン・カードイラスト）
- ドラゴンクエストXI 過ぎ去りし時を求めて S（デベロップメントプロデューサー、チーフワールドCGデザイナー、2Dアートディレクター）
- ロマンシング サ・ガ3：リマスター版（アートディレクター、2Dアートディレクター、CGデザイナー、アートワークスタッフ）
- スーパーマリオRPG：Switch（コンセプトアート、アートディレクター）

## 逸話
スーパーファミコン ドラゴンクエストIII そして伝説へ…が発売された直後に出版された「ドラゴンクエスト モンスターズ」で同リメイク作品のモンスターアニメーションの制作裏を仕事部屋において披露した。それによるとサイズの大きいキャラはバーツ毎に分割してそれぞれを一つのモンスターとみなして容量の圧迫を回避していた。トロルを例に顔や胴、手足を分割して制作している画面が紹介されている。殺人鬼系の斧の振り上げによろめきを持たせる等、「重力」を意識して制作していた。一番苦労したキャラは大魔王ゾーマでトロル系よりも2回り大きくパーツを分割しても容量が厳しかったものの「最後の魔王だから派手に暴れて欲しい」と言う思いから容量に苦労しながらも相応しいアニメーションを実現できたとの事。他に苦労したのは首が5つあるヒドラで首を動かすことを前提にいかに効果的に見せるか苦労したそうだ。骸骨系は複雑なだけでそれほど苦労はしなかったようである。同書においてモンスターアニメーションがいかに職人技で作られていたかが分かる。